# Anna Vojtenko
Anna Vojtenko (* 1979) je ukrajinská fotografka a dokumentaristka. Autorka deseti samostatných výstav, podílela se na více než 40 kolektivních projektech. Spolupracuje s fotografickou agenturou „Le Desk France“, časopisem National Geographic a Ja Galerejeju.

## Životopis
Narodila se v roce 1979 v Kyjevě, v roce 2003 absolvovala Národní technickou univerzitu Ukrajiny (Fakultu elektrotechniky a automatizace). Fotografovat začala v roce 2004. Studovala na Umělecké škole Národního domu umělců a Škole fotožurnalistiky v novinách Večerni visti. Dvakrát byla členkou poroty celoukrajinské ceny Fotograf roku. Publikuje v časopisech Fokus, Zrcadlo týdne, Korespondent. Zúčastnila se skupinových výstav na Ukrajině, v Polsku a Litvě.

## Tvorba

### Výstavy
Její pilotní fotografické projekty jsou "Iza" a "Silna žinka".
Je autorkou experimentálního projektu "Město", který byl uveden na festivalech v Oslu, Káhiře, Aténách a dalších. V roce 2011 pracovala několik měsíců v Káhiře na projektu „města odpadků“ v největším leprosáriu na světě, které se nachází v Egyptě.
Lektorka PhotoCULT, v roce 2014 vedla autorský kurz "Subjektivní výzkum: kurz dokumentární fotografie s Annou Vojtenko."
- 2004 – Zbytečný čas
- 2005 – 7, Galerie meriji Bemova, Varšava, Polsko
- 2007
  - Petrikivka
  - Vychovannja žalosti, Kyjev, galerie Mysteckyj kurin jako součást II Kyjevského bienále fotografie
  - "Jeden den v životě Kyjeva", Galerie RA, Kyjev
  - Sviže, švédsko-ukrajinský projekt, Stockholm

- 2008
  - Iza, Kyjev[6] projekt Iza je sérií černobílých prací, které autorka tři roky tvořila ve vesnici Iza, okres Chust, Zakarpatí
  - "Sumišč", umělecké centrum Ja galereja, Kyjev, kurátor - Pavlo Gudimov
  - 4x4: současná ukrajinská a litevská fotografie, Vilnius, Litva

- 2009 – [ad infinitum] do nekonečna, umělecké centrum Ja Galereja, Kyjev

- 2010
  - "Jsi iluze", Kyjev[7] Kompozice, která vytváří iluzi prostoru a všudypřítomnosti na úkor zrcadel. "Jsi iluze," řekl umělec lidské osamělosti, šedi a nerealizaci.
  - 1. prosince 2010 - 16. ledna 2011 - "Zabijte fotku", Kyjev

Moderní člověk je obklopen betonovými zdmi vlastního pokoje a svého vlastního života vůbec. Pomocí sloupů jako symbolů surreálného prostoru a systému zrcadel jsme chtěli najít iluzi východu, otevřenosti, jednoty se světem, protože v mnohosti iluzí se vytváří nová realita.

- 2011 – Výstřely

- 2012
  - Stín trávy, umělecké centrum Ja galereja, Dněpr
  - Antycyclone, galerie Kvartira 3, Kyjev, kurátor - Oleksandr Ljapin

- 2014 – V našem ráji, umělecké centrum Ja galereja, Dněpr

- 2020 – Mrtví psi, Kyjev[8]

### Knihy
Fotoalbum Iza je první ze série Ukrajinská fotografie, kterou zahájilo nakladatelství Artbuk.

## Ceny a ocenění
Autorka získala grant profesora Cherše Čadcha O.P.M. (Harvard). Dubaj (SAE). Grant od Švédského institutu pro švédsko-ukrajinský projekt „Urbanistické struktury“; získala první místo v soutěži novinářské fotografie „Psychiatrie a lidská hrdost“ a první místo v soutěži „Reinox“
- 2008 – Oficiální čestné uznání za fotografický program All Roads 2008
- 2010 - Grand Prix ceny „Nejlepší fotograf 2009“ Ruska v zemích SNS a Pobaltí
- 2010 - Cena Nadace pro rozvoj fotožurnalistiky v Rusku
- 2010 – cena National Geographic[9]